# Cindy Crawford (pornoactrice)
Cynthia (Cindy) Crawford (Las Vegas (Nevada), 6 december 1980) is een Amerikaanse pornoactrice. Ze heeft aan het begin van haar carrière veel bekendheid te danken gehad aan het topmodel met dezelfde naam, het Amerikaanse model Cindy Crawford.
Crawford was voor het eerst te zien in Barely 18 #1 van Sin City. Haar partner was toen Dillon Day.

## Nominaties en prijzen
- 2004 AVN Award-nominatie - Beste nieuwkomer[1]
- 2005 AVN Award-nominatie - Actrice van het jaar[2]
- 2006 AVN Award-nominatie - Beste actrice, video - Sodom[3]
- 2007 FAME Award-finaliste - Dirtiest Girl in Anal Porn[4]
- 2008 AVN Award-nominatie - Beste orale seksscène, video - Black Snake Boned[5]
- 2008 AVN Award-winnaar - Shockerendste seksscène - Ass Blasting Felching Anal Whores[6]
- 2008 AVN Award-nominatie - Beste groepsseksscène, video - I Dream of Jenna 2[7]